# Nationaal park Periyar
Periyar of Periyar Wildlife Sanctuary is een nationaal park in de staat Kerala in India en vooral bekend als olifantenreservaat en sinds 2001 ook als reservaat in het tijgerproject. Soms wordt het ook Thekkady genaamd omdat dit dorp, dat in het park is gelegen, de hoofdingang is.
Het ligt rond een meer dat gevormd werd door een dam in de rivier Periyar die in 1895 werd gebouwd. Het grenst aan de staat Tamil Nadu waar het aansluit aan de West-Ghats waar meerdere nationale parken liggen.

## Gegevens

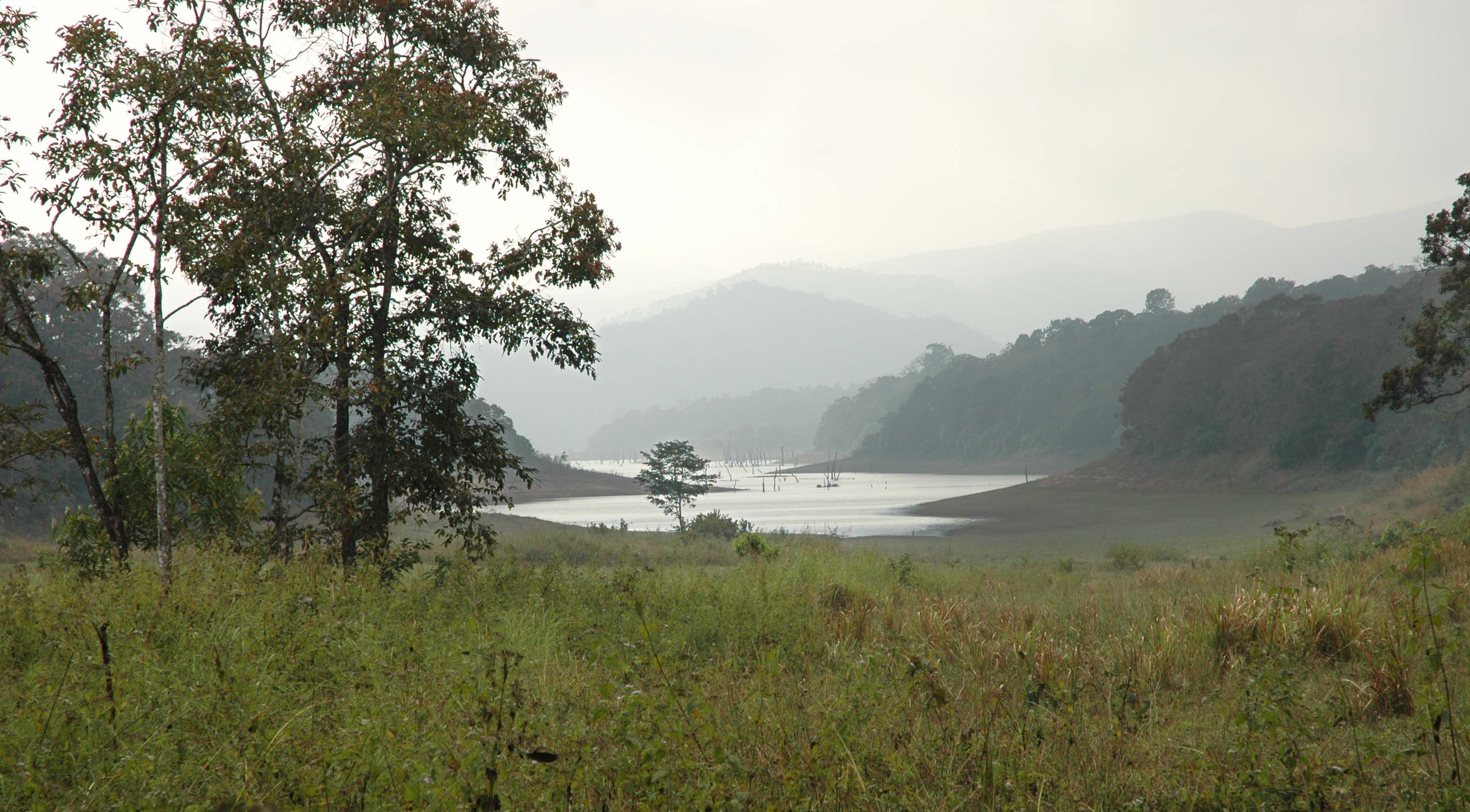

- oppervlakte 925 km² waarvan 350 km² beschermd.
- 55 km² is toegankelijk voor toeristen

## Flora
Ongeveer 75% van de oppervlakte is regenwoud en bestaat uit tropische boomsoorten zoals de Vateria indica, Cullenia exarillata, Hopea parviflora, Canarium strictum, Artocarpus hirsutus en Bischofia javanica.
Daarnaast is er nog ongeveer 7% Eucalyptus, 1,5% grasland, 13% struikgewas en 3,5% water van het meer of de rivier.
Alles samen kan men er zo'n tweeduizend soorten bloemplanten aantreffen waaronder 170 soorten varens en 145 soorten orchideeën.
Men treft er ook een aantal koffieplantages.

## Fauna

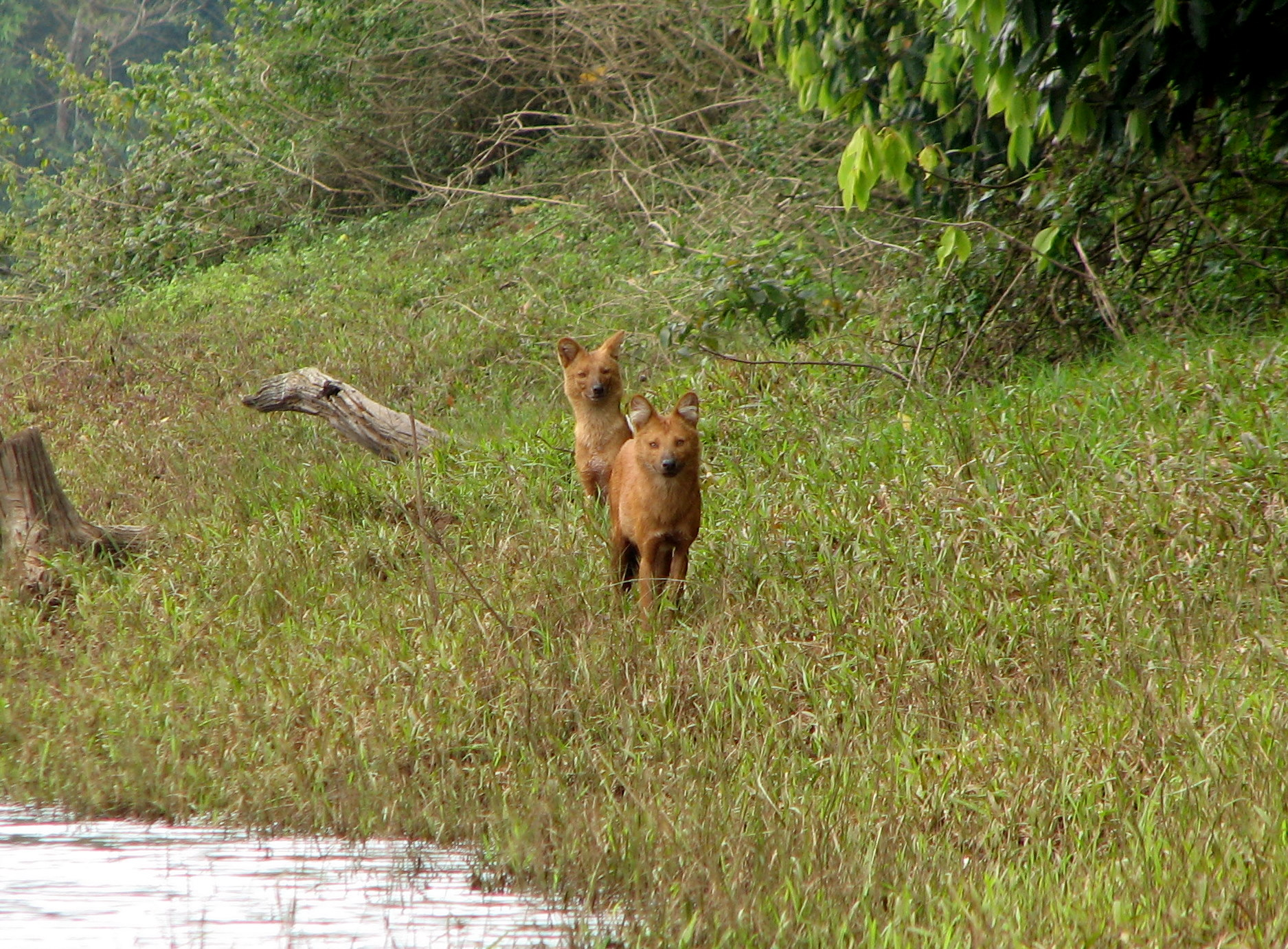
Aziatische wilde honden in Periyar National Park

### Zoogdieren
Men kan er 62 soorten aantreffen waarvan de olifant het meest bekend is voor dit park (daarvan zijn er circa duizend). Men schat dat er ook 53 Bengaalse tijgers aanwezig zijn in het park.
Men treft er ook gaur, Indische muntjak, sambar, dwergherten, dhole, mangoesten, vos, luipaard, ook nilgirithargeit, wanderoe, Trachypithecus vetulus, gewone slankapen, Indische kroonaap en Voor-Indische reuzeneekhoorn.

### Vogels
320 verschillende soorten werden gespot in het park waaronder slangenhalsvogels, aalscholvers, ijsvogels, malabarneushoornvogel, dubbelhoornige neushoornvogel, vlaggendrongo, Brahmaanse wouw, Indische kievit, dayallijster, Indische sperwerkoekoek, ceylonkikkerbek, grote rivierarend, shikra en sonnerathoen.

### Reptielen
Van de 45 soorten reptielen zijn er 30 slangen, 2 schildpadden en 13 hagedissen. De aangetroffen soorten zijn mangrovevaraan, python, koningscobra, Calotes calotes, Eutropis carinata, Ahaetulla nasuta, Hypnale hypnale, Macropisthodon plumbicolor en Psammophilus dorsalis.

### Amfibieën
In totaal werden er 27 soorten aangetroffen.

### Vis
In het water 38 soorten vis waaronder natalbaars, Aplochelus Lineatus, Noemacheilus danisini, Travancoria jonesi, Paraluciosoma daniconius, Channa marulius, Puntius filamentosus en Pristolepis marginata jerdon.

### Ongewervelden
De lijst is te groot. Om een idee te geven zijn er binnen de groep van de insecten meer dan 160 soorten vlinders waargenomen.

## Geschiedenis van het park

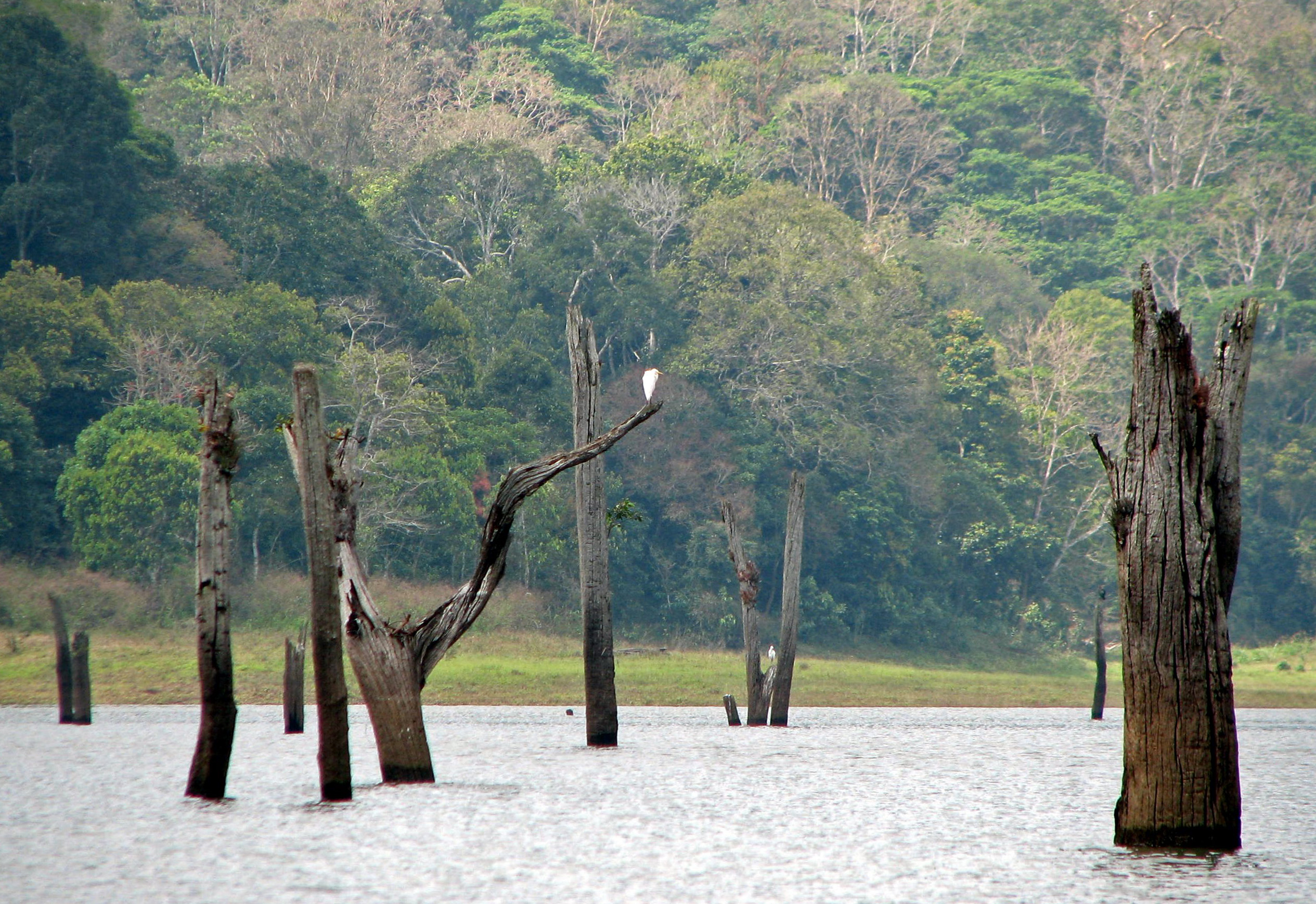
Zicht op het meer

1895 - De dam op de rivier Periyar wordt gebouwd en hierdoor ontstaat een kunstmatig meer

1899 - Vorming van de verschillende natuurgebieden

1950 - Periyar wordt natuurreservaat. 

1978 - Periyar wordt uitgeroepen tot tijgerreservaat

1982 - Uitroeping tot Nationaal Park

1991 - Sluit aan bij het olifant project

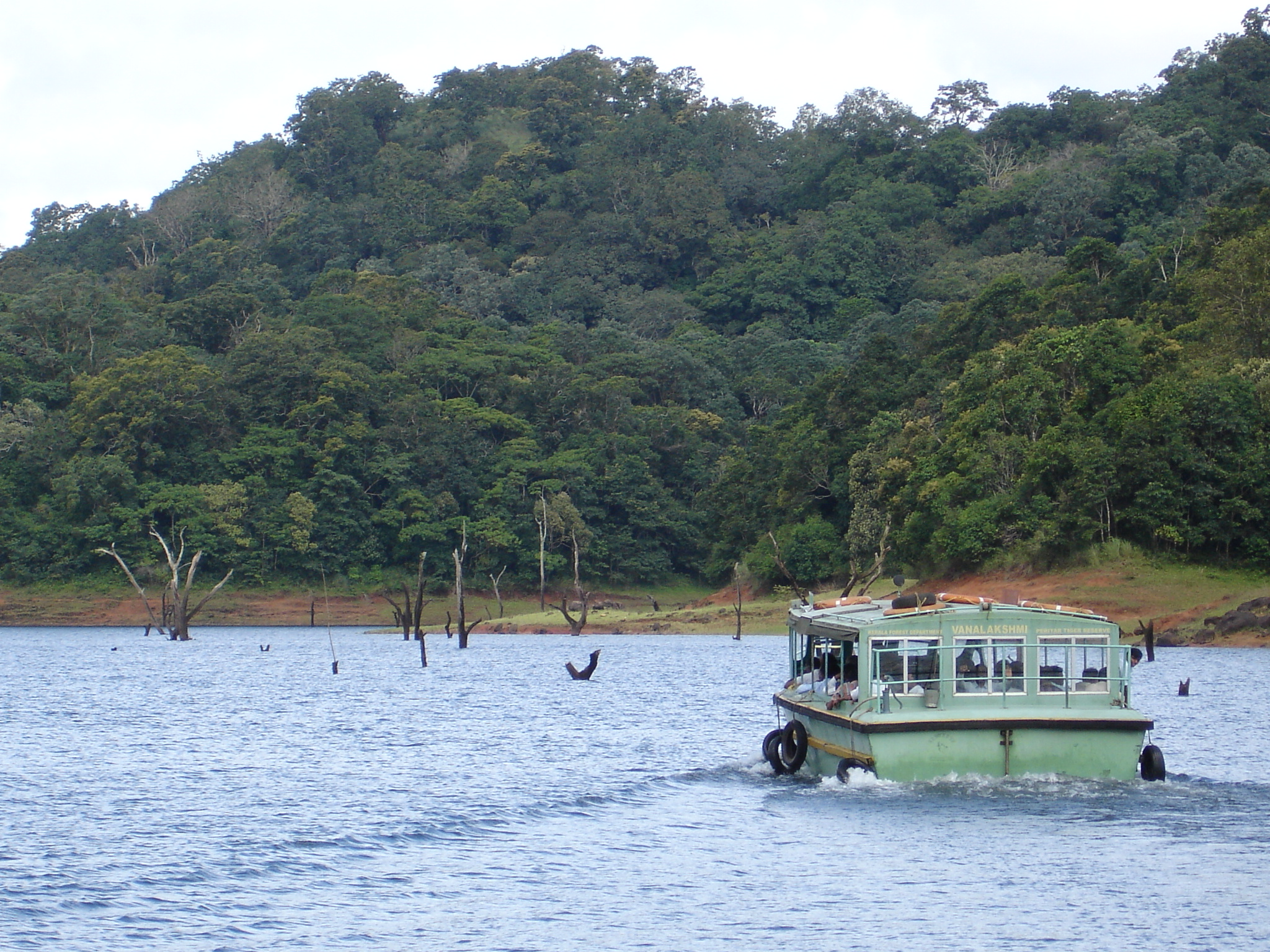
boot met toeristen